# Josef Haring
Josef Haring OFM (* 20. Dezember 1940 in Gronau (Westf.); † 24. Dezember 2023 in Fortaleza, Brasilien) war ein deutscher Ordensgeistlicher und römisch-katholischer Bischof von Limoeiro do Norte in Brasilien.

## Leben
Der Sohn von Franz und Elisabeth Haring wuchs in Nienborg auf und legte sein Abitur am Missionsgymnasium St. Antonius in Bardel (1953–1961) ab. Josef Haring trat 1961 der Ordensgemeinschaft der Franziskaner im Kloster Bardel bei. Er erhielt zusammen mit seinem Schulfreund Martin Lammers nach dem einjährigen Noviziat am 4. Juli 1962 das Missionskreuz. Beide machten sich auf den Weg in die damals so genannte Dritte Welt, die Überfahrt dauerte vier bis fünf Wochen. Haring studierte Philosophie in Olinda (1962–1964) und Theologie in Salvador (1964–1967). 1965 legte er in Brasilien die Ordensgelübde ab und empfing am 22. Juli 1967 in Salvador da Bahia zusammen mit Martin Lammers durch Weihbischof Valfredo Bernardo Tepe die Priesterweihe. In Bochum spezialisierte er sich auf Theologie und Latein (1968–1971) und war zwölf Jahre lang Lehrer und Internatsleiter im Kloster Bardel. Ab 1984 war er Pfarrer in João Pessoa (1985–1991) und Aracaju (1991–2000) sowie Hausoberer des Klosters Santo Antônio in Aracaju (1995–2000) und Definitor der Ordensprovinz Santo Antônio.
Papst Johannes Paul II. ernannte ihn am 19. Januar 2000 zum Bischof von Limoeiro do Norte. Die Bischofsweihe spendete ihm der Erzbischof von Aracajú, José Palmeira Lessa, am 20. März desselben Jahres; Mitkonsekratoren waren Martin Lammers OFM, mittlerweile Prälat von Óbidos, und João Maria Messi OSM, Bischof von Barra do Piraí-Volta Redonda. Als Leitwort für seinen Dienst wählte er: „Vereint im selben Glauben“. Im Episkopat Brasiliens war er Vizepräsident und Präsident der Nordostregion 1 sowie Präsident der CPP und Verantwortlicher für die Sozialpastoral in der Nordostregion 1.
Papst Franziskus nahm am 10. Mai 2017 seinen altersbedingten Rücktritt an. Am 24. Dezember 2023 starb er nach längerer Krankheit im Alter von 83 Jahren in einem Krankenhaus in Fortaleza, Ceará und wurde am 26. Dezember in der Kathedrale von Limoeiro do Norte beigesetzt.